# Cebinae
Cebinae (лат.) — подсемейство обезьян семейства капуциновых (Cebidae). Объединяет два рода капуцинов.

## Классификация
База данных Американского общества маммологов (ASM Mammal Diversity Database) признаёт 2 рода и 22 вида в составе подсемейства:
- Род Cebus — Капуцины
  - Cebus aequatorialis
  - Cebus albifrons — Белолобый капуцин
  - Cebus brunneus
  - Cebus capucinus — Обыкновенный капуцин
  - Cebus castaneus
  - Cebus cesarae
  - Cebus cuscinus
  - Cebus imitator
  - Cebus kaapori — Капуцин-каапори
  - Cebus leucocephalus
  - Cebus malitiosus
  - Cebus olivaceus — Траурный капуцин
  - Cebus unicolor
  - Cebus versicolor
  - Cebus yuracus
- Род Sapajus
  - Sapajus apella — Капуцин-фавн, или бурый черноголовый капуцин
  - Sapajus cay
  - Sapajus flavius
  - Sapajus libidinosus — Чернополосый капуцин
  - Sapajus nigritus — Бурый капуцин
  - Sapajus robustus
  - Sapajus xanthosternos — Желтобрюхий капуцин